# Fries with That?
Sur place ou à emporter ? (Fries with That?) est une série télévisée canadienne en 52 épisodes de 22 minutes créée par Claudio Luca et diffusée entre le 4 avril 2004 et le 18 décembre 2004 sur YTV. Elle est inspirée de la série québécoise Une grenade avec ça? diffusée sur VRAK.TV.
Au Québec, elle a été diffusée à partir du 8 juillet 2005 à la Télévision de Radio-Canada, et en France sur Filles TV.

## Synopsis
Cette série nous présente la vie quotidienne de jeunes adultes qui travaillent dans une grande chaîne de restauration rapide.

## Distribution
- Jeanne Bowser (ar) (VQ : Michèle Lituac) : Pattie Johnson
- Giancarlo Caltabiano (en) (VQ : Claude Gagnon) : Ben Shaw
- Morgan Kelly (en) (VQ : Martin Watier) : Alex Kurzi
- Stefanie Buxton (VQ : Claudia-Laurie Corbeil) : Robyn Cohen
- Anne-Marie Baron (VQ : Aline Pinsonneault) : Tess Laverriere
- Li Li : Meiyan
- Kent McQuaid : Eddie
- Heidi Foss (en) : le gérant
- Arthur Holden : l'homme du Siège Social

 Source et légende : version québécoise (VQ) sur Doublage.qc.ca

## Épisodes

### Première saison
1. The Expendables
2. Metal Mouth
3. Coach Pattie
4. Robyn the Boss
5. Everyone's Alex
6. Help Unwanted
7. Where's the Ham?
8. The Ben Effect
9. The Campaign
10. Undercover Guy
11. Alex's Last Chapter
12. Curse of the Tess People
13. The Competition
14. Candid Camera
15. A Phone for Ben
16. As Fate would have It
17. Mobyn and Myan
18. The Cold Shoulder
19. Music For Your Mouths
20. Tigerman
21. Alternative Ben
22. Foreign Effects
23. The Love Potion
24. A Side order of Love
25. While Supplies Last
26. Mini Ben

### Deuxième saison
1. Ben Bites
2. Alex Takes Over
3. For a Limited Time Only
4. Burgatron 9000
5. Dearly Departed
6. The Prankster
7. Peace, Love and Misunderstanding
8. Pass/Fail
9. The Soup Kitchen
10. The Food Critic
11. Heart of the Matter
12. One Alex to Go
13. The Return of a Man Called Smith
14. Drive-thru Speaker Bandit
15. The Hottie
16. Flipping Over You
17. The Haunted
18. Mortimer's Makeover
19. Love and War
20. Catering on the Side
21. Shake, Cattle and Roll
22. Love, Robyn Style
23. Sleeping with the Fish Sticks
24. Dirty Burger
25. Robyn… and Eddy
26. It's a Wonderful Christmas Time, Ben Shaw